# Marguerite de Provence
 (août 2020).
Titre
Reine de France
27 mai 1234 – 25 août 1270
(36 ans, 2 mois et 29 jours)
Marguerite de Provence est née en 1221 en Provence et morte le 21 décembre 1295 à Paris. Fille du comte de Provence Raimond-Bérenger V et de Béatrix de Savoie, elle devient reine de France, en 1234, par son mariage avec Louis IX (1214-1270).

## Biographie

### Date et lieu de naissance
La date de naissance de Marguerite de Provence n'est pas connue avec certitude, elle serait née au printemps 1221. Son lieu de naissance est également incertain : soit le château de Brignoles, (actuel département du Var) soit le château de Saint-Maime,, près de Forcalquier (actuel département des Alpes-de-Haute-Provence).

### Origines familiales et enfance
Fille de Raimond-Bérenger V (1198-1245), comte de Provence, et de Béatrice de Savoie (1198-1267), Marguerite de Provence est réputée pour son intelligence et sa beauté. Elle est le sujet de plusieurs chants de troubadours et contribue à la renommée de la cour de Provence. Le comté de Provence est alors un fief du Saint-Empire romain germanique, de même que le comté de Savoie. Marguerite grandit à la cour de Provence, accompagne son père dans ses déplacements à travers le comté de Provence, nécessaires pour garder le contrôle de l'ensemble du territoire.[réf. nécessaire]
Comme ses sœurs, Éléonore, Sancie et Béatrice, elle reçoit l'éducation des jeunes filles de son rang.

### Fiançailles et mariage avecLouisIX

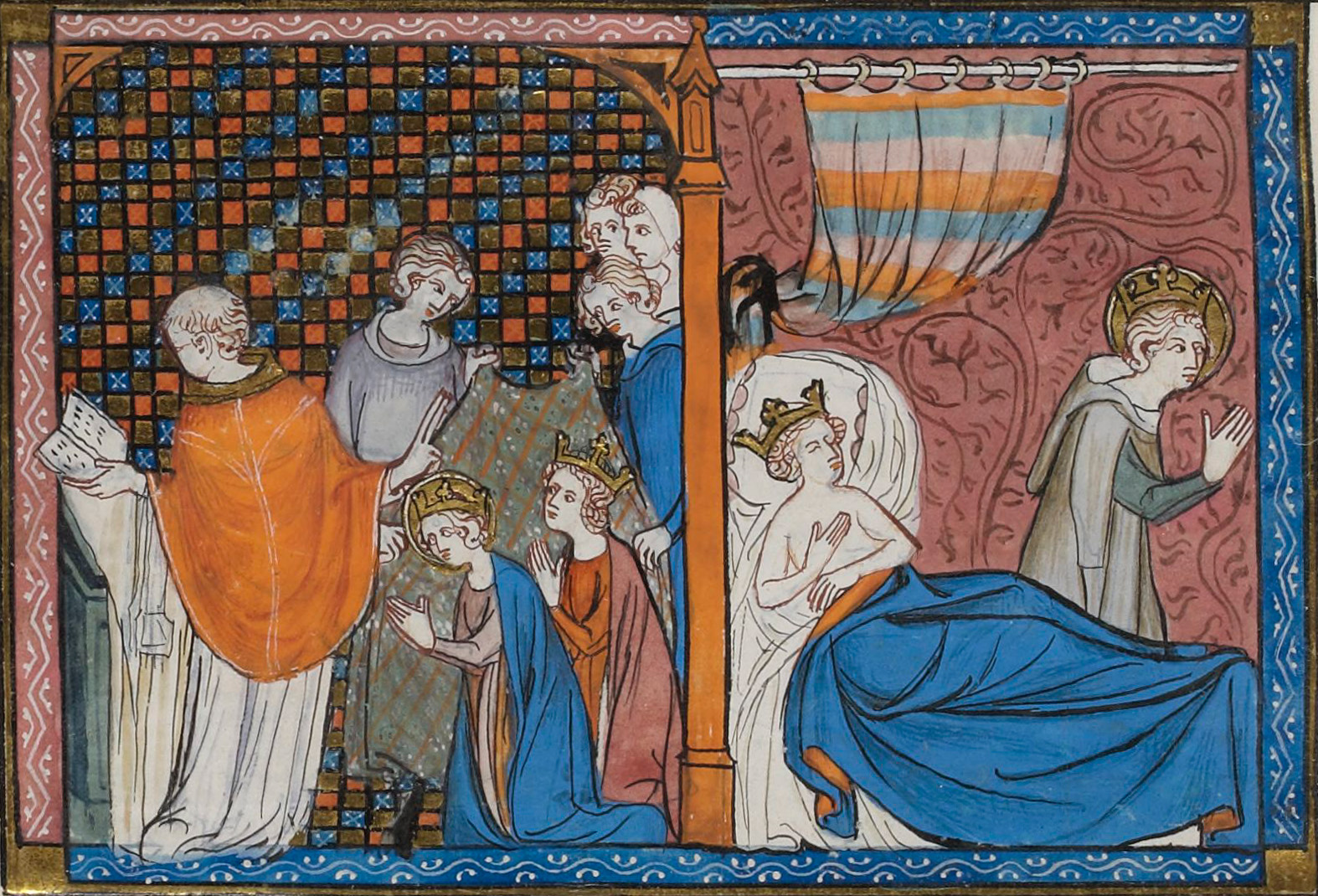
Le mariage de Louis et Marguerite (à gauche) ; Le roi et la reine pratiquant l'abstinence (à droite), miniatures dans : Guillaume de Saint-Pathus, Vie et miracles de saint Louis, 1330-1340.

Blanche de Castille choisit Marguerite pour devenir l'épouse de son fils, dans l'idée d'annexer la Provence, et de contrôler le comte Raimond-Bérenger[réf. nécessaire]. Selon l'historien Gérard Sivéry (1925-2012), en 1233, Louis IX aurait envoyé le chevalier Gilles de Flagy se renseigner sur Marguerite. Les deux jeunes gens ne se sont jamais vus, et lorsque Louis IX découvre sa fiancée d'environ 12 ans, il en tombe amoureux.
Louis IX et Marguerite ont un ancêtre commun : Raimond-Bérenger Ier de Barcelone. Il est leur arrière-arrière-arrière-grand-père. Le pape Grégoire IX lève l'empêchement de mariage pour consanguinité le 2 janvier 1234.

#### Le contrat de mariage et le paiement de la dot
Le 30 avril 1234, à Sisteron, le comte et la comtesse de Provence reconnaissent devoir une dot de 8 000 marcs d'argent. Elle doit être payée avant le 1er novembre 1239. En gage, ils donnent au roi de France le château de Tarascon et ses revenus.
Jean de Nesle et Gauthier Cornut accompagnent Marguerite de Provence jusqu'au lieu prévu pour le mariage (Sens). Ils font signer au roi une promesse de mariage qui s'engage alors à épouser Marguerite avant l'Ascension (le 1er juin, cette année-là).
Le 17 mai 1234, Raimond Bérenger complète la dot de 2 000 marcs supplémentaires et désigne Raimond Audibert, archevêque d'Aix-en-Provence, comme garant. Le comte cède les revenus du château d'Aix ainsi que la baillie d'Aix détenue par Guillaume de Cotignac. La somme de 10 000 marcs d'argent dépassant les capacités du comte, il n'en paiera que le cinquième.

#### Le mariage
Le 27 mai 1234, le mariage a lieu dans la cathédrale de Sens. Tous les grands du royaume sont présents : Blanche de Castille, Robert et Alphonse, frères du roi, Alphonse de Portugal, cousin du roi.
La cérémonie commence par la jonction des mains des fiancés par Guillaume de Savoie, évêque de Valence et oncle de Marguerite. Elle symbolise leur consentement devant l'Église. Elle continue avec l'échange des anneaux, suivi de la bénédiction et de l'encensement des époux. Elle se termine par une messe dans la cathédrale. Au moment de l'invocation, le roi reçoit de l'archevêque un baiser qu'il va porter à sa jeune épouse, lui promettant ainsi amour et protection.
Vient ensuite la bénédiction de la chambre nuptiale, un rite accentuant le devoir de procréation. Selon Guillaume de Saint-Pathus, confesseur et confident de la reine, le mariage n'est pas consommé durant la nuit de noces. Louis IX passe ses trois premières nuits de jeune marié à prier. Il respecte ainsi les trois « nuits de Tobie » recommandées par l'Église.
Le 28 mai, Marguerite est couronnée reine de France.

#### Descendance de Louis et Marguerite
Après six ans de mariage, naît un premier enfant. Marguerite de Provence aura onze enfants avec son mari :
- Blanche (1240-1243) ;
- Isabelle (1242-1271), épouse Thibaut II de Navarre, comte de Champagne (1239-1270), en 1255. Son époux meurt lors de la huitième croisade, sans descendance ;
- Louis (1244-1260), prince héritier. Il est fiancé, en 1258, à Isabelle d'Aragon, conformément au traité de Corbeil. Il meurt prématurément à l'âge de 15 ans, peut-être d'une appendicite[S 1] ;
- Philippe III le Hardi (1245-1285, roi en 1270), épouse d'abord Isabelle d'Aragon (1247-1271), puis Marie de Brabant (1254-1321) ;
- Jean (né et mort en 1248) ;
- Jean Tristan de France (1250-1270), né pendant la croisade de son père. Il épouse Yolande de Bourgogne en 1265 ;
- Pierre (1251-1284), né durant la croisade de son père. Il épouse Jeanne de Châtillon, comtesse de Blois en 1272 ;
- Blanche (1253-1320), née pendant la croisade de son père. Elle épouse Ferdinand de la Cerda, infant de Castille, en 1269 ;
- Marguerite (1254-1271), épouse en 1270, Jean Ier, duc de Brabant ;
- Robert (1256-1317), comte de Clermont, qui épouse Béatrice de Bourgogne, fille de Jean de Bourgogne, en 1272 ;
- Agnès (1260-1325), épouse Robert II, duc de Bourgogne en 1270.

### Personnalité

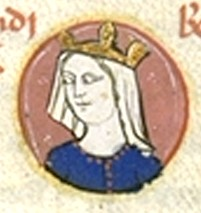
Marguerite de Provence.

Marguerite de Provence suit son époux en Égypte lors de la croisade de 1248-1254. Elle y accouche de trois de ses enfants (Jean-Tristan, Pierre et Blanche). Cette période révèle la femme de pouvoir : elle négocie la libération du roi prisonnier en 1250.
Marguerite de Provence et sa belle-mère, Blanche de Castille, ne s'entendaient pas. La reine mère pouvait se montrer trop présente dans la relation des deux époux.
La reine entretient une correspondance avec sa sœur cadette Éléonore, devenue reine d'Angleterre en 1236. Ces échanges facilitent les relations avec le Royaume d'Angleterre. Elle a de moins bonnes relations avec sa benjamine, Béatrice de Provence, mariée à Charles Ier d'Anjou (frère de Louis IX), car l'héritage provençal revient à cette dernière.
Marguerite est une femme cultivée. Son influence sur le domaine littéraire est avérée, au fil de ses lettres en latin, puis en français, après 1272. Elle contribue à faire de Paris un foyer des lettres, accueillant les artistes de l'époque[réf. souhaitée].

### Dernières années
En 1285, alors âgée de 64 ans, qui est un âge très avancé pour l'époque, elle se retire de la cour de France au moment où son petit-fils, Philippe IV, monte sur le trône.

### Mort et funérailles
Elle meurt le 21 décembre 1295, à l'âge de 74 ans, dans un couvent du faubourg Saint-Marcel à Paris. Guillaume de Nangis indique dans sa Chronique : « Parisius apud sanctum Marcellum coenobium sororum minorem » (À Paris, à Saint-Marcel, au couvent des sœurs mineures). Il s'agit du couvent des Cordelières (Clarisses de Lourcine), où elle s'est retirée,.
Elle est inhumée auprès de son époux dans l'église abbatiale de Saint-Denis, nécropole des rois de France.